# Municipio de Lone Tree (condado de Clay)
El municipio de Lone Tree (en inglés: Lone Tree Township) es un municipio ubicado en el condado de Clay en el estado estadounidense de Nebraska. En el año 2010 tenía una población de 99 habitantes y una densidad poblacional de 1,07 personas por km².

## Geografía
El municipio de Lone Tree se encuentra ubicado en las coordenadas 40°28′25″N 98°7′2″O / 40.47361, -98.11722. Según la Oficina del Censo de los Estados Unidos, el municipio tiene una superficie total de 92.58 km², de la cual 91,73 km² corresponden a tierra firme y (0,91 %) 0,85 km² es agua.

## Demografía
Según el censo de 2010, había 99 personas residiendo en el municipio de Lone Tree. La densidad de población era de 1,07 hab./km². De los 99 habitantes, el municipio de Lone Tree estaba compuesto por el 97,98 % blancos, el 1,01 % eran amerindios y el 1,01 % eran de una mezcla de razas. Del total de la población el 1,01 % eran hispanos o latinos de cualquier raza.